# Tafresh (shahrestan)
Tafresh (persiska: شهرستان تفرش, Shahrestān-e Tafresh, تفرش) är en delprovins (shahrestan) i Iran.   Den ligger i provinsen Markazi, i den centrala delen av landet, 170 km sydväst om huvudstaden Teheran. Huvudort är staden Tafresh.
Delprovinsen hade 24 913 invånare 2016.